# Johanna Lombardo
Johanna Hacsonesy Lombardo (* 30. Januar 1993 in Toulouse, Frankreich) ist eine ehemalige französische Handballspielerin, die in der Division 1, der höchsten französischen Spielklasse, auflief.

## Karriere

### Im Verein
Lombardo spielte zunächst für den französischen Erstligisten Handball Cercle Nîmes, mit dem sie 2013 im französischen Ligapokalfinale und 2015 im französischen Pokalfinale stand. In der Saison 2015/16 lief sie für den französischen Drittligisten Sun A.L. Bouillargues auf. Die Rückraumspielerin schloss sich im Jahr 2016 dem französischen Zweitligisten Bourg-de-Péage Drôme Handball an, mit dem sie ein Jahr später in die höchste französischen Spielklasse aufstieg. Lombardo stand ab Juli 2019 beim norwegischen Erstligisten Storhamar Håndball unter Vertrag, kehrte jedoch im Dezember desselben Jahres nach Bourg-de-Péage zurück. Dort zog sie sich nach wenigen Spielen eine schwere Verletzung zu. Im Sommer 2020 kehrte sie zum mittlerweile Zweitligisten Sun A.L. Bouillargues zurück, bei dem sie jedoch noch im selben Jahr verletzungsbedingt ihre Karriere beendete. Zwei Jahre später gab Lombardo ein Comeback beim französischen Viertligisten Nîm’Arguerittes, für den sie bis zum Saisonende 2022/23 aktiv war.

### In der Nationalmannschaft
Lombardo nahm mit der französischen Jugendnationalmannschaft an der U-18-Weltmeisterschaft 2010 und mit der französischen Juniorinnennationalmannschaft an der U-19-Europameisterschaft 2011 teil.